# Ludwig Lange (filolog)
 Der er flere personer med dette navn, se Ludwig Lange.
Christian Konrad Ludwig Lange (født 4. marts 1825 i Hannover, død 18. august 1885) var en tysk klassisk filolog.
Han blev ekstraordinær professor i Gøttingen 1853, ordinær professor i Prag 1855, i Giessen 1859 og i Leipzig 1871. Af hans skrifter mærkes Römische Alterthümer (3 bind, 3. oplag 1876—79), Der homerische Gebrauch der Partikel εί (2 bind, 1872—73), Die Epheten und der Areopag vor Solon (1874). Efter hans død samledes hans mindre skrifter og afhandlinger under titlen Kleine Schriften aus dem Gebiete der klassischen Alterthumswissenschaft (2 bind, 1887).